# گردشگری ادبی

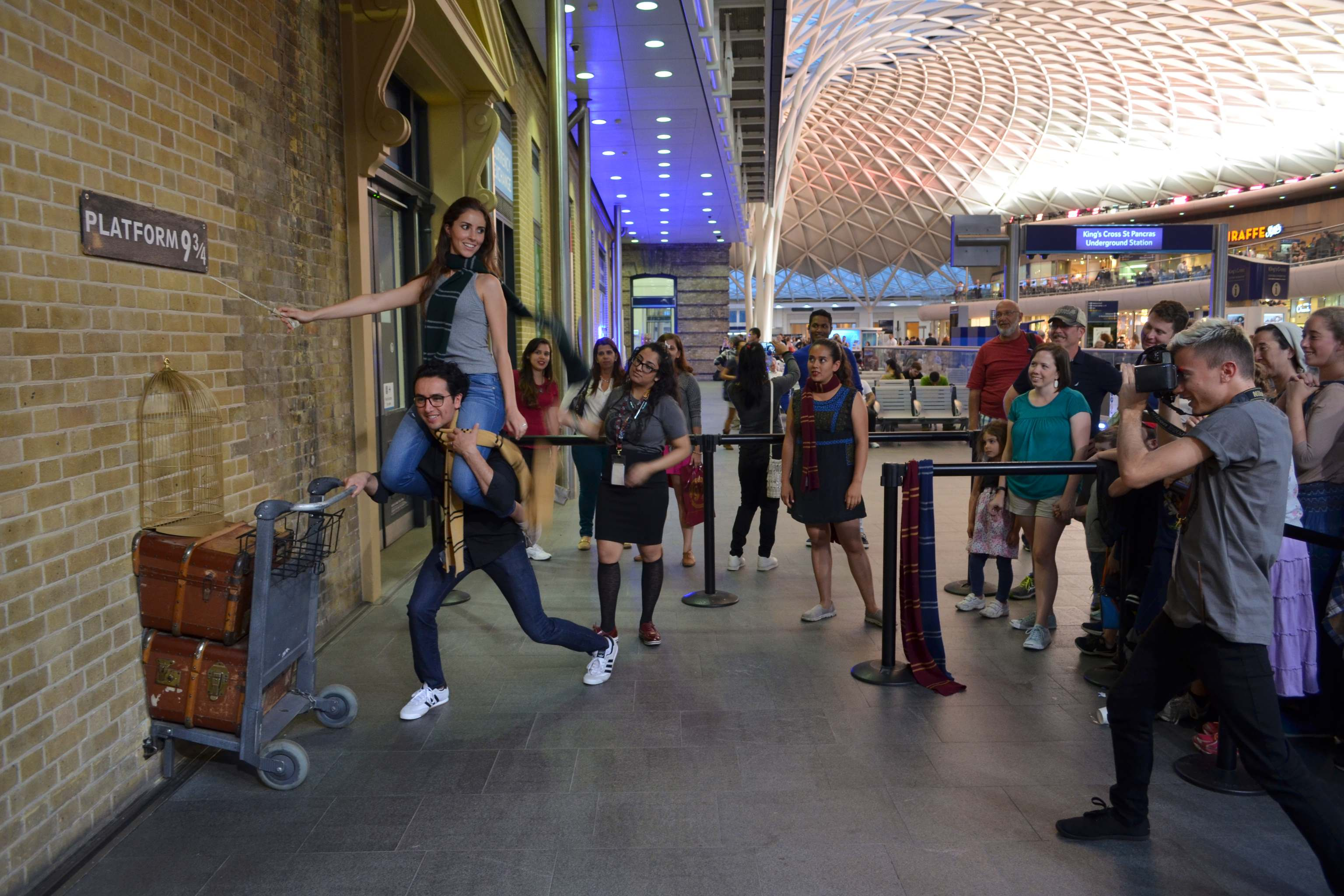
گردشگران در لندن King's Cross Platform 9¾ در جولای ۲۰۱۶.

گردشگری ادبی (به انگلیسی Literary Tourism) گونه‌ای از انواع گردشگری است که در نتیجه علاقه فرد به یک نویسنده یا شاعر، اثر یا فضای ادبی و نیز میراث ادبی یک مقصد پدید می‌آید. گردشگران ادبی، از دیدن زادگاه و مرگ‌گاه و موزه و مسیر ادبی مرتبط با یک شاعر و نویسنده و اثر وی لذت می‌برند.

## ویژگی‌ها
مقاصد گردشگری ادبی را می‌توان در سه دسته اصلی قرار داد:
۱. مکان‌های واقعی که با زندگی و مرگ یک نویسنده یا شاعر ارتباطی واقعی دارند و معمولا محل تولد، زندگی، آفرینش آثار و نیز محل مرگ و دفن آنها هستند. در جغرافیای تاریخی ایران‌زمین، حافظیه و سعدیه در شیراز، آرامگاه فردوسی در طوس، آرامگاه خیام در نیشابور و در دوران معاصر، خانه موزه سیمین و جلال و خانه صادق هدایت (هر دو در تهران) در این دسته هستند. در خارج از ایران، خانه ارنست همینگوی و خانه موزه جین آستن را می‌توان نام برد.
۲. مکان‌های خیال‌انگیز که در مقایسه با دسته اول، خیالی‌تر هستند و بیشتر با فضای اثر در ارتباط هستند. در ایران، کافه نادری تهران که پاتوق نویسندگان دهه چهل خورشیدی بوده و در خارج، موزه شرلوک هولمز در این دسته هستند.
۳. مکان‌های ساختگی که عمداً برای جذب بازدیدکننده آفریده شده‌اند. کافه‌های با تم هری پاتر در این دسته هستند.

## همایش گردشگری ادبی ۱۳۹۱
در دی ماه ۱۳۹۱ همایشی با محوریت گردشگری ادبی در ایوان شمس تهران برگزار شد. ۱۸ مقاله مرتبط برگزیده و در کتابی به چاپ رسیدند.